# Eden (Wyoming)
Eden ist ein census-designated place im Sweetwater County, Wyoming, USA. Die Einwohnerzahl beträgt 235 Einwohner (Stand: Volkszählung 2020).

## Geographie
Nach dem United States Census Bureau hat Eden eine Fläche von 67,0 Quadratmeilen (173,6 km²). Diese 173,6 Quadratkilometer bestehen zu 99,96 % (173,5 km²) aus Landmassen und es gibt nur 0,1 km² Wasserflächen.

## Demographie
Nach einer Zählung im Jahre 2000 beheimatet die Stadt 388 Einwohner, 142 Haushalte und 110 Familien. Auf einen Quadratkilometer kommen folglich 2,2 Leute. 97,16 % der Bevölkerung sind weiß, 1,55 % sind Ureinwohner, 0,26 % sind anderer Herkunft und 1,03 % haben mehrere Herkünfte.

### Verteilung der Haushalte
Von den 142 Haushalten hatten 51(35,9 %) Kinder, die unter 18 Jahre alt sind. 69 % waren verheiratete Paare, die zusammen lebten. 6,3 % waren alleinstehende Frauen und 22,5 % stellten zusammenlebende Paare ohne Kinder.

### Altersverteilung
| unter 18-Jährige | 18- bis 24-Jährige | 25- bis 44-Jährige | 45- bis 64-Jährige | über 65-Jährige | Gesamt |
| 108              | 33                 | 122                | 103                | 22              | 388    |

Das Durchschnittsalter liegt bei 37 Jahren.

### Einkommensverteilung
Der Durchschnittsverdienst für einen Haushalt lag bei $52.625 pro Jahr (4385 pro Monat), bei den Familien lag das Durchschnittseinkommen bei $55.833 pro Jahr (4652 pro Monat). Männer hatten ein Durchschnittseinkommen von $46.000 pro Jahr (3.833 pro Monat), wohingegen die Frauen durchschnittlich nur $20.250 pro Jahr ($1687 pro Monat) verdienten. Das Pro-Kopf-Einkommen lag bei $18.392. Über 15,5 % der Familien und 17,6 % waren unter der Armutsgrenze, inklusive 29,2 % der unter 18-Jährigen, aber keiner der über 65-Jährigen.